# Pióro (źródło)
Pióro – źródło w Jerzmanowicach w województwie małopolskim, w powiecie krakowskim, w gminie Jerzmanowice-Przeginia, w Dolinie Szklarki. Znajduje się 250 m na północ, powyżej skrzyżowania głównej drogi biegnącej przez Szklary z drogą do Kolonii Zachodniej. Źródło znajduje się po wschodniej stronie drogi i potoku Szklarka, w odległości 50 m od drogi
Jest to bardzo obfite wywierzysko (ok. 37 l wody na sekundę). Woda wypływa z licznych szczelin skalnych na długości ponad 25 m, pod lewym zboczem doliny. Największy wypływ jest ocembrowany. Poniżej wypływów tworzy się obszerne rozlewisko. Wypływający z niego potok uchodzi do Szklarki jako jej lewy dopływ. W rozlewisku tworzącym się przy wypływach źródła żyją m.in. kiełże, chruściki, wypławki i rzadki gatunek okrzemki – Caloneis fontinalis
Jest to źródło podzboczowe, szczelinowe, krasowe, spływowo-podpływowe. Temperatura wody wynosi 9 °C, mineralizacja 454,4 mg/l. Jest to woda słodka wodorowęglanowo-wapniowa o obojętnym odczynie (pH=7,23).

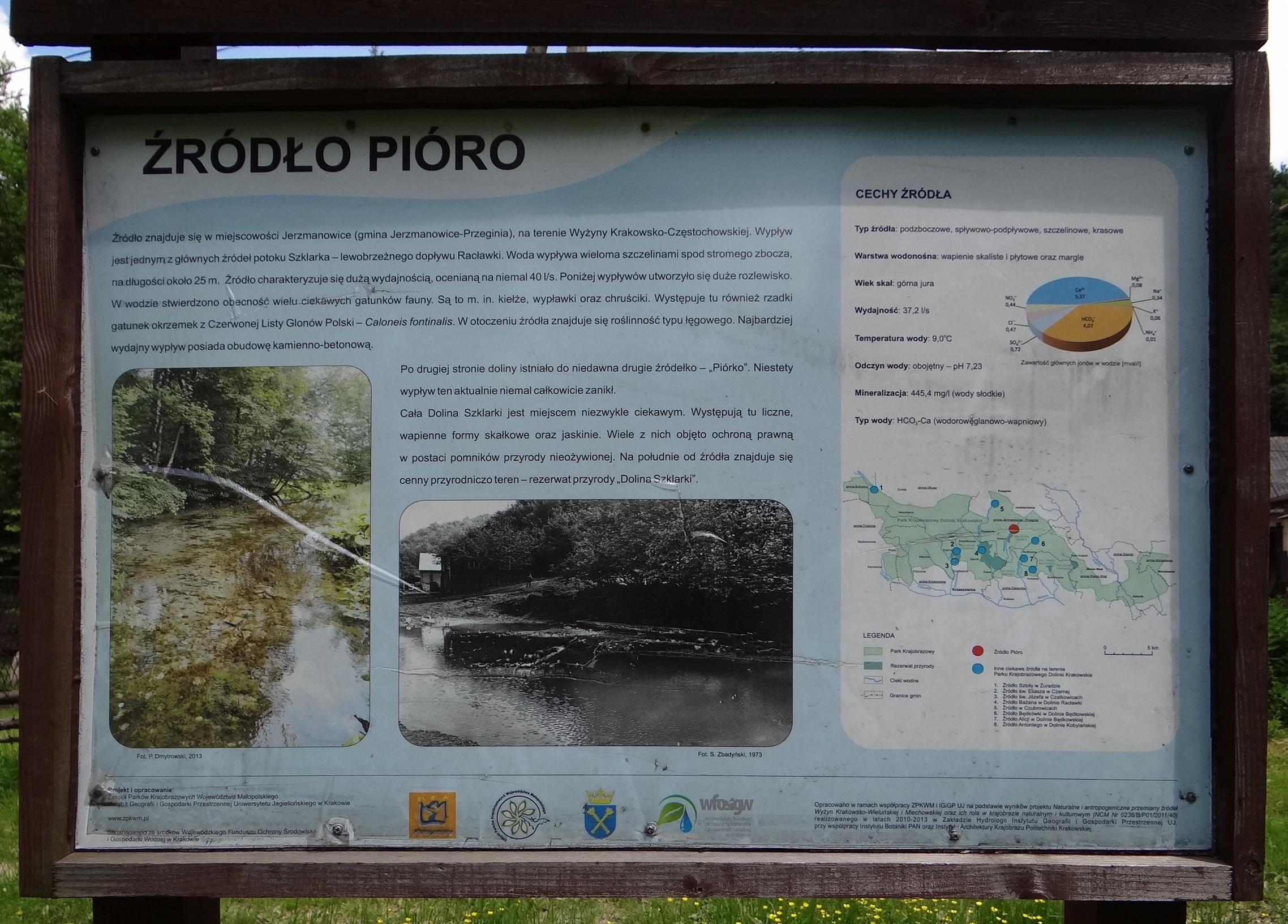
Tablica informacyjna przy źródle
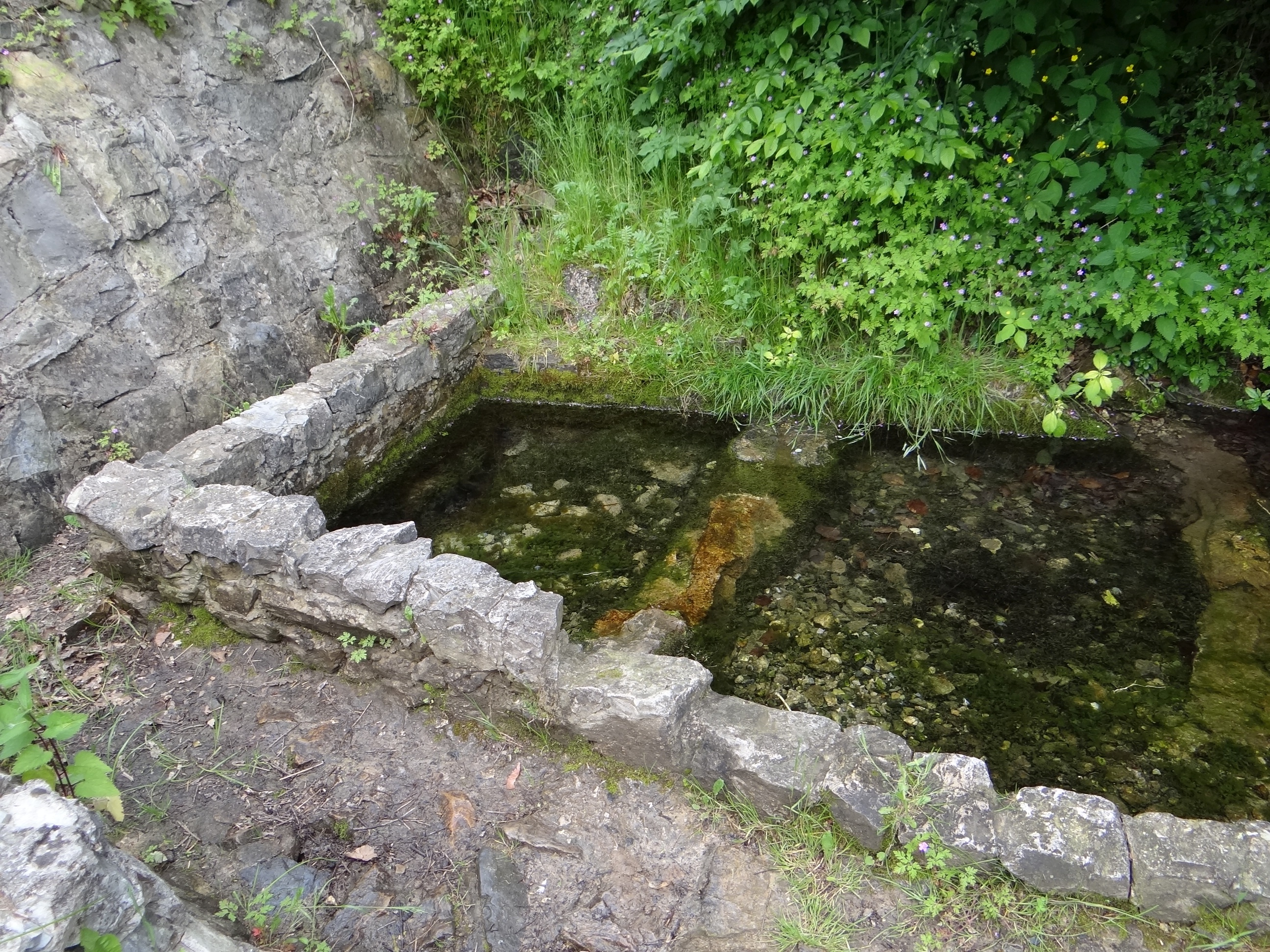
Ocembrowany wypływ
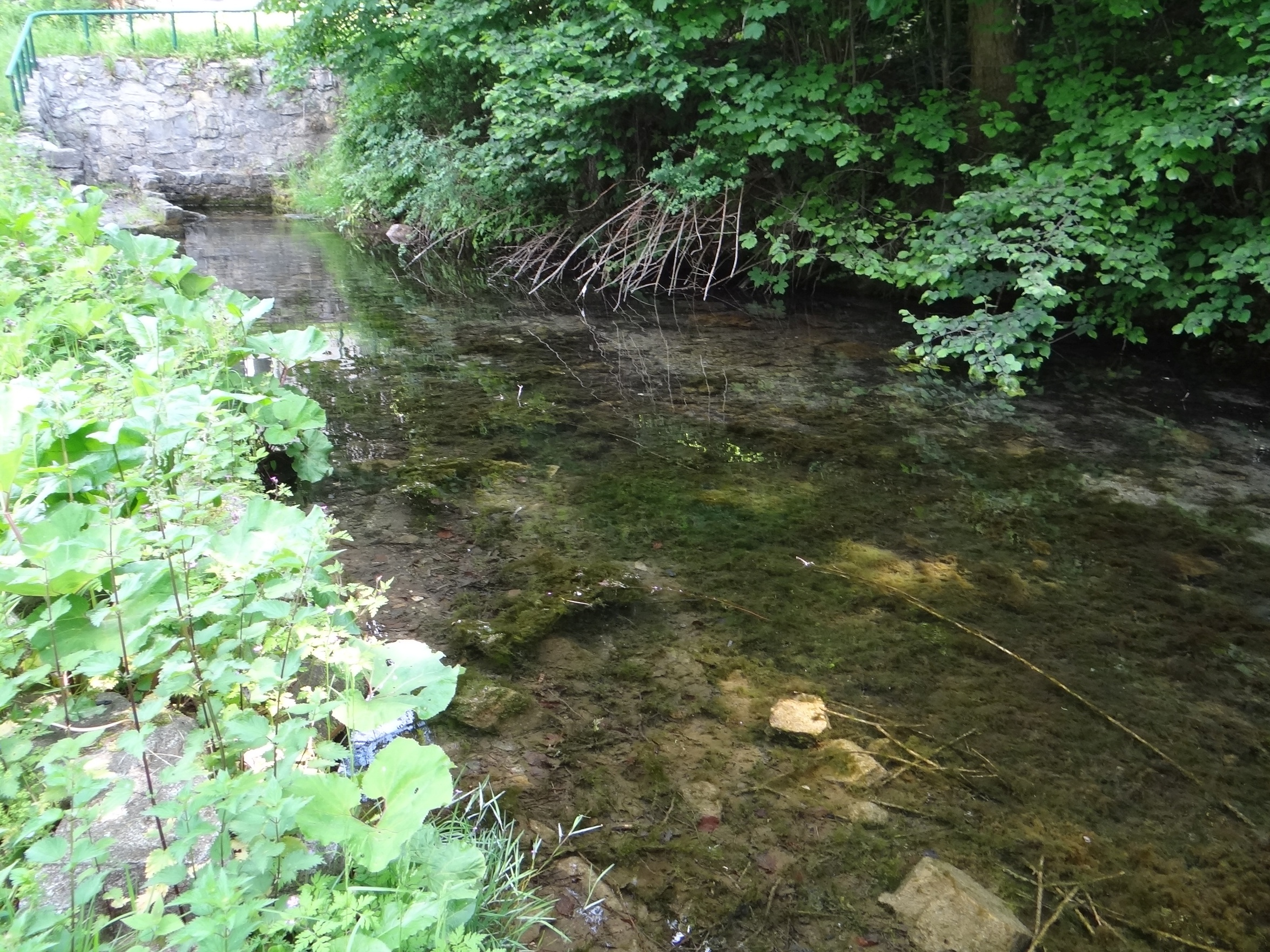
Rozlewisko wodne przy źródle